# Шейнкер, Михаил Яковлевич
Михаил Яковлевич Шейнкер (род. 26 мая 1948, Москва) — российский литературовед, педагог и литературный критик.

## Биография
Окончил он филологический факультет МГУ, преподавал в школе. Основная сфера научных интересов — современная русская поэзия и её связь с русской поэзией первой трети XX века. Основатель и руководитель «Московского литературно-художественного семинара» (1977—1984), в котором проходили выступления ведущих авторов московского и ленинградского поэтического андеграунда, шло обсуждение, велись исследования.
В 1984—1994 годах жил в Ленинграде/Петербурге; в этот период Шейнкер вместе с Михаилом Бергом был соучредителем ассоциации «Новая литература» и издававшегося при ней журнала «Вестник новой литературы». С 1995 года снова в Москве.

## Творчество
Составитель книг «Коренной России град: Москва в зеркале русской прессы» (1997), «Поэзия второй половины XX века» (2002, вместе с Иваном Ахметьевым) и др.